# Bartolomé Feliú
Bartolomé Feliú Pérez (Peralta/Navarra, 1843 - Zaragoza, 1918) fue un científico, profesor y político carlista español, dirigente de la Comunión Tradicionalista.
Fue catedrático de física en el instituto de Teruel, profesor de física y química en el instituto libre de Cervera, catedrático de física superior y ampliación de física de la Universidad de Barcelona, de física superior en la Universidad de Zaragoza, y de termología en la Universidad Central. Es autor de varios tratados sobre Física y Química.

## Biografía

### Carrera profesional
Doctor en ciencias en 1875, desde los diecinueve años se dedicó a la enseñanza privada y tuvo a su cargo la cátedra de física y matemáticas del Instituto libre de Cervera. En 1879 obtuvo por oposición la cátedra de física y química del Instituto de Teruel, del que pasó por concurso al de Toledo y en 1880 a la Universidad de Barcelona, donde explicó física superior, y desde 1884 ampliación de física. En 1896 se le trasladó a la Universidad de Zaragoza y, finalmente, fue profesor de termología de la Universidad Central. Dotado de una palabra fácil y elocuente y de gran claridad de exposición, sus lecciones se vieron muy concurridas, saliendo de su cátedra aventajados alumnos. 
Perteneció a diversas sociedades científicas y políticas, colaboró en varias revistas y publicó las siguientes obras: un Tratado de Física para las universidades, del que se hicieron siete ediciones; otro de Física y Química para Institutos, que alcanzó igual número de ediciones: Química general (dos ediciones); Compendio de la misma (cuatro ediciones); Manual de Física; Biografía del abate Moigno; Biografía del químico Arbós, y otras.

### Participación política
Fue elegido diputado carlista por Tafalla en 1907 y 1910. Al morir en junio de 1909 Matías Barrio y Mier, Don Carlos lo nombró nuevo jefe delegado de la Comunión Tradicionalista, cargo que le fue confirmado por Don Jaime en 1910 y mantuvo hasta 1913.
Como jefe delegado jaimista, en 1911 pronunció en el Congreso de los Diputados un discurso manifestando que los jaimistas apoyarían al gobierno de España, mandase quien mandase, en la cuestión marroquí y en todo lo relacionado con los conflictos exteriores que amenazasen a la patria, sin que ello significase sumisión ni vínculos de responsabilidad con los desaciertos en que pudiesen incurrir los gobernantes.